# Harry Payne Whitney

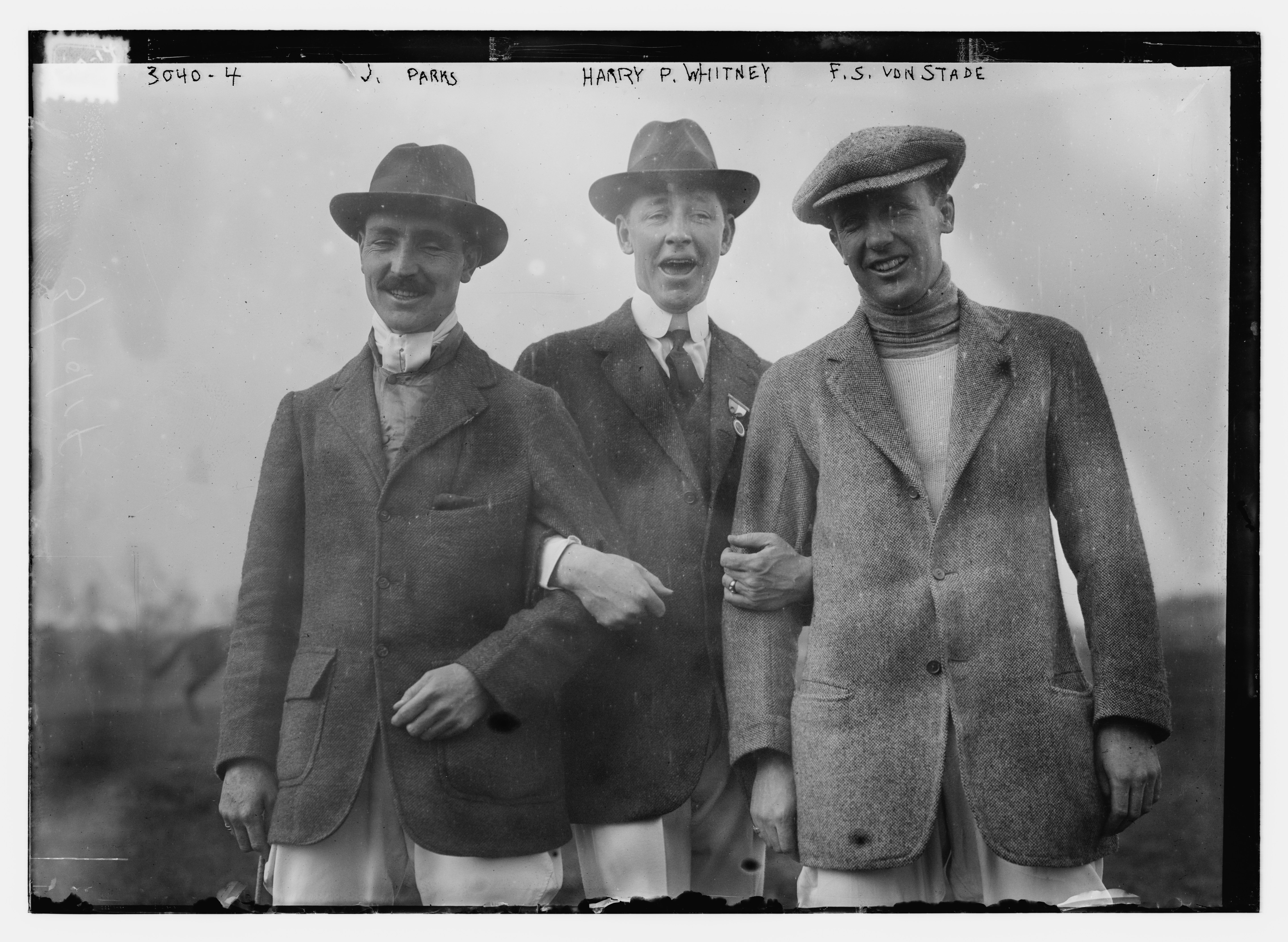
J. Parks, Harry Payne Whitney, y F. S. von Stade hacia 1914

Harry Payne Whitney (29 de abril de 1872 - 26 de octubre de 1930) fue un hombre de negocios estadounidense, criador de caballos purasangre y miembro de la prominente familia Whitney.

## Primeros años
Harry Payne Whitney nació en 1872 en Nueva York. Era el primogénito de Flora Payne y de William C. Whitney (1841–1904), un hombre de negocios muy rico y Secretario de la Armada de los Estados Unidos. Harry era el hermano mayor de William Payne Whitney (1876–1927). Su hermana, Pauline Payne Whitney (1874–1916), se casó con Almeric Hugh Paget, 1er Barón de Queenborough (1861–1949), y su hermana menor, Dorothy Payne Whitney (1887–1968), contrajo matrimonio con Willard Dickerman Straight (1880–1918) y posteriormente con Leonard Knight Elmhirst (1893–1974) tras la muerte de Straight.
Harry Payne Whitney estudió en la Groton School de Groton (Massachusetts) y luego asistió a la Universidad de Yale, graduándose con una licenciatura en derecho en 1894. Fue miembro de la fraternidad Skull & Bones. En 1904, después de la muerte de su padre, heredó 24 millones de dólares y en 1917 heredó aproximadamente otros 12 millones de su tío, Oliver Hazard Payne.

## Vida y carrera

### Deportista
Ávido deportista, era un jugador de polo con un hándicap de diez goles. Heredó su amor por el deporte de su padre, que había estado ligado a la introducción del polo en los Estados Unidos, cuando James Gordon Bennett, Jr. organizó los primeros torneos en 1876. HP Whitney organizó el equipo de polo de los Estados Unidos que venció a Inglaterra en 1909. El campo de polo cercano a Saratoga denominado "Whitney Field" lleva su nombre. Fue miembro de la junta directiva del Montauk Yacht Club y compitió con su yate Vanitie en la Copa América. También formó parte de la junta directiva del Long Island Motor Parkway, creada por el primo de su esposa, William Kissam Vanderbilt II.
Gran aficionado a la caza de perdices, compró a Sydney E. Hutchinson la Foshalee Plantation, una extensa finca de 14.000 acres (56,6 km²) situada en el norte del Condado de León (Florida).

### Carreras de caballos de pura sangre

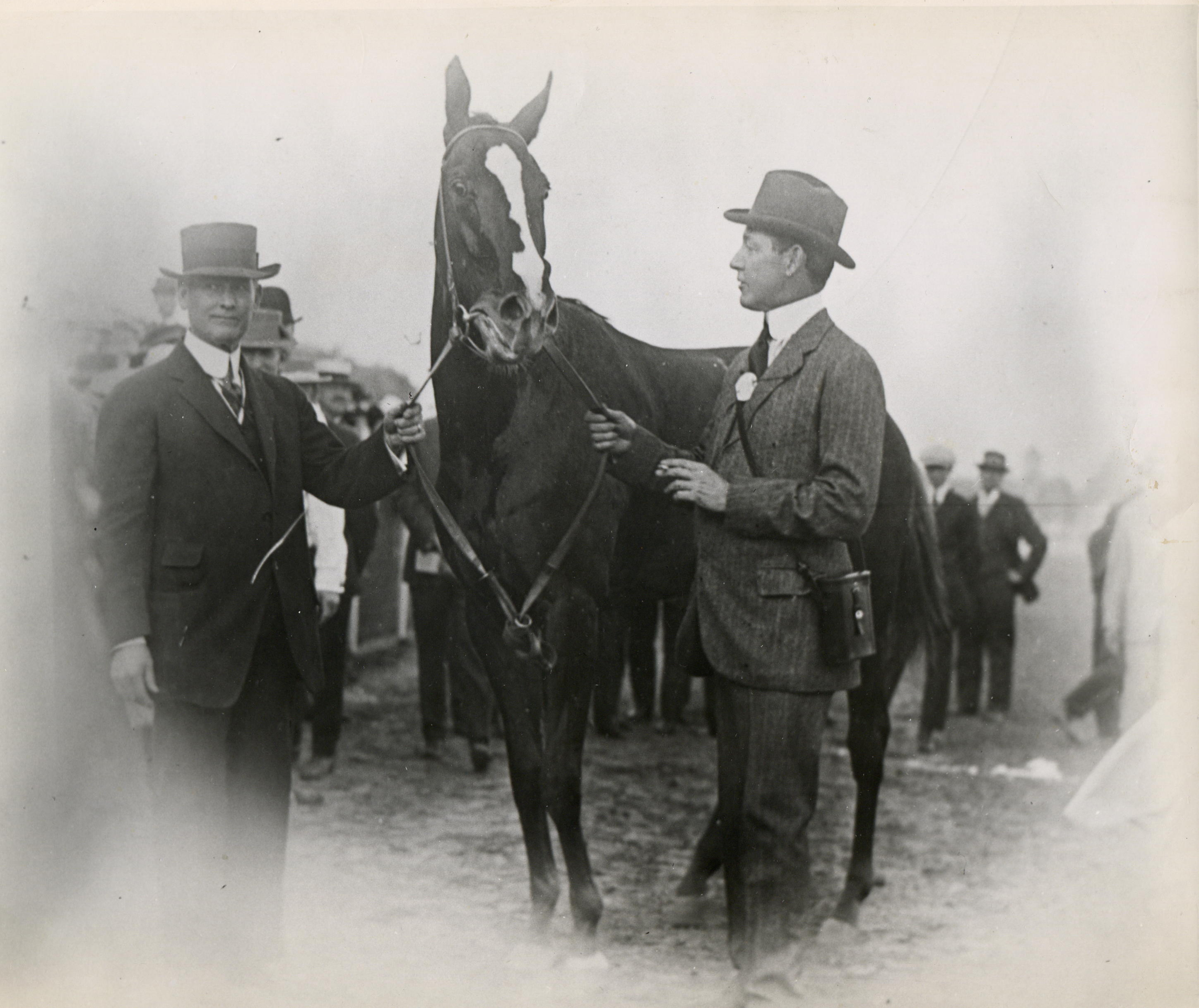
Whitney con su yegua Regret

Whitney fue una figura destacada en el mundo de las carreras de caballos, y en 2018 fue distinguido con uno de los máximos honores del Salón de la Fama de la Hípica como criador. Heredó una gran cuadra de su padre (que incluía al semental Hamburg y a su hija, la gran potranca Artful), y en 1915 fundó una granja de cría de caballos en Lexington (Kentucky), donde desarrolló el polo americano al cruzar los maniobrables sementales de la raza Cuarto de Milla con sus yeguas de pura sangre. Propietario del año en los Estados Unidos en ocho ocasiones, y criador de casi doscientos ganadores de carreras principales. Su primer semental fue Hamburg, seguido de Broomstick y de Ben Brush. Su caballo de Kentucky Whisk Broom II (engendrado por Broomstick), corrió en el Reino Unido, y a los seis años regresó a los Estados Unidos, donde ganó el New York Handicap Triple. También era propietario de Upset, que consiguió imponerse al legendario Man o' War en la única derrota de toda su carrera.
Propietario de diecinueve caballos que corrieron en el Derby de Kentucky, lo ganó por primera vez en 1915 con otro potro de Broomstick, Regret, la primera potranca en adjudicarse la carrera. Regret continuó cosechando honores como el de Caballo del Año, ingresando en el  Salón de la Fama de la Hípica. Whitney ganó el Derby de Kentucky por segunda vez en 1927 con el potro Whiskery. Su récord de seis victorias en el Preakness Stakes se mantuvo hasta 1968, cuando Calumet Farm lo batió. El potro de Whitney Burgomaster ganó el Belmont Stakes en 1906 y también recibió el premio al Caballo del Año. Entre otros muchos caballos destacados, Whitney crio a Equipoise y a Johren.
El establo de Whitney ganó las siguientes ediciones de las prestigiosas carreras de la Triple Corona en Estados Unidos:
- Derby de Kentucky:
  - 1915: Regret (elegido Caballo del Año)
  - 1927: Whiskery
- Preakness Stakes:
  - 1908: Royal Tourist
  - 1913: Buskin
  - 1914: Holiday
  - 1921: Broomspun
  - 1927: Bostonian
  - 1928: Victorian
- Belmont Stakes:
  - 1905: Tanya (potranca)
  - 1906: Burgomaster (elegido Caballo del Año)
  - 1913: Prince Eugene
  - 1918: Johren

Su pabellón de Lexington, Kentucky, fue heredado por su hijo, C.V. Whitney, quien conservó la propiedad hasta 1989, cuando se convirtió en parte de Gainesway Farm.

## Vida personal

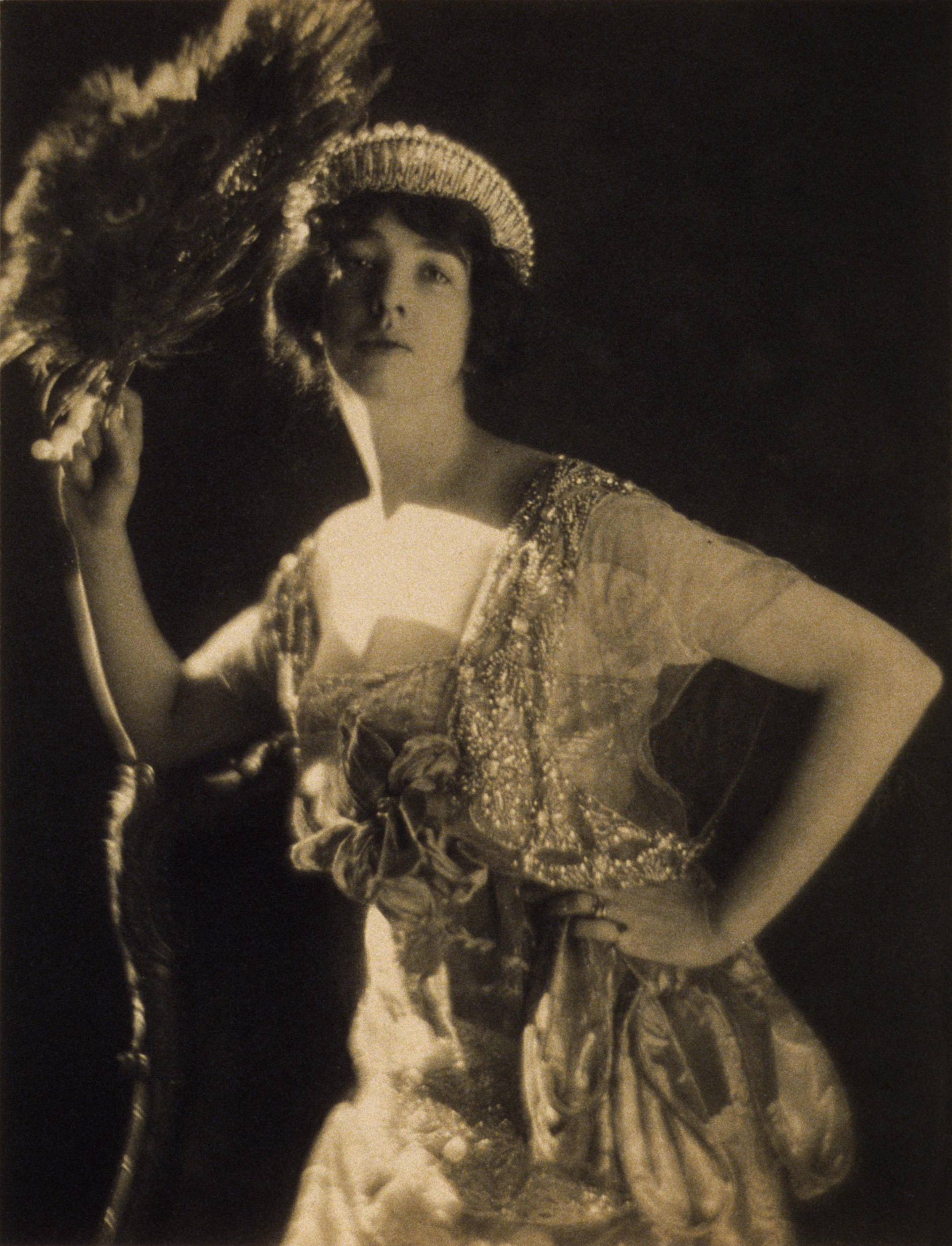
Gertrude Vanderbilt Whitney, en la revista Vogue, por Adolf de Meyer (15 de enero de 1917)

El 25 de agosto de 1896 se casó con Gertrude Vanderbilt (1875–1942), perteneciente a la rica familia Vanderbilt. En Nueva York, la pareja vivía en casas de la ciudad originalmente pertenecientes a William Whitney, primero en el cruce de las calles 2 East y la 57th St., frente a los padres de Gertrude, y después de la muerte de William Whitney, en el 871 de la Quinta Avenida. También poseían una finca rural en Westbury, Long Island. Tuvieron tres hijos:
- Flora Payne Whitney (nacida en 1897)
- Cornelius Vanderbilt Whitney (nacido en 1899)
- Barbara Whitney (nacida en 1903).[7]

Harry Whitney murió en 1930 a la edad de cincuenta y ocho años. Sus restos, con los de su esposa, están enterrados en el Cementerio Woodlawn de El Bronx. La revista TIME informó que en el momento de su muerte, el estado de Nueva York evaluó los bienes de Harry Payne Whitney a efectos de recaudación de impuestos en 62,8 millones de dólares netos.

### Filantropía
Benefactor de muchas organizaciones, Whitney financió en 1920 la Expedición Whitney al Mar del Sur organizada por el Museo Americano de Historia Natural, la principal expedición del ornitólogo Rollo Beck con equipos de científicos y naturalistas para realizar investigaciones botánicas y estudiar la población de aves de varios miles de islas en el Océano Pacífico.
La Colección Whitney de Arte Deportivo fue donada en su memoria a la Galería de Arte de la Universidad Yale.